# ميمير

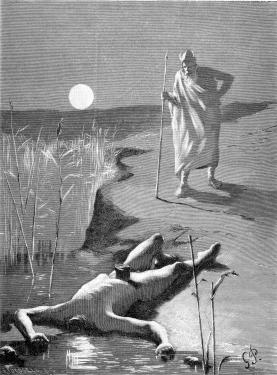
رأى أودين جثة ميم

ميمير بحسب الميثولوجيا النوردية هو أحكم الآلهة من الآسر وكان يظن أيضا أنه روح الماء.

## في الأسطورة
ويحكى أنه أرسل من قِبل الآسر إلى الفانير كرهينة في عملية تبادل ولكن الفانير قطعوا رأسه وأرسلوه للآسر وحفظ أودين رأسه في الأعشاب وأخذ المعرفة منه، وفي قصة أخرى سكن قرب إحدى جذور إغدراسيل عند بئر تسمى ميميسبرونر (أي بئر ميمير) وضحى أودين بإحدى عينيه بها ليشرب من الماء ويحصل على الحكمة، وفي قصة أخرى من مجموعة قصص تحكى عنه كان الحداد الذي علم سيغفريد صنعته.

## في الثقافة الشعبية
ظهر في لعبة GOD OF WAR - اله الحرب، حيث كان مقيدًا بشجرة منذ اكثر من 100 سنة من قِبل أودين وحين حضور كريتوس وابنه اقترح ميمير لكريتوس قطع رأسه وأخذه إلى ساحرة الغابة ( فريا ) واصبح معلقًا في جسد كريتوس وأصبح يتنقل معه في كل مغامراته كما انه يستطيع التحدث إلى ثعبان العالم (يورمنغاند) .